# Scottish Open 1924
Die Scottish Open 1924 waren die zwölfte Austragung dieser internationalen Meisterschaften von Schottland im Badminton. Sie fanden Anfang des Jahres in Glasgow statt. Gemeinsam mit den offenen Titelkämpfen fanden auch die geschlossenen nationalen Titelkämpfe von Schottland statt.

## Finalresultate
| Disziplin    | Sieger                              | Finalist                  | Ergebnis         |
| ------------ | ----------------------------------- | ------------------------- | ---------------- |
| Herreneinzel | Gordon Mack                         | Herbert Uber              | 15–11, 17–14     |
| Dameneinzel  | Margaret Tragett                    | D. Carswell               | 11–1, 11–4       |
| Herrendoppel | Gordon Mack R. A. J. Goff           | J. B. Blair R. S. Jackson | 15–3, 15–5       |
| Damendoppel  | Margaret Tragett E. F. Stewart      | Louisa Plews Muriel Homan | 6–15, 15–7, 15–7 |
| Mixed        | George Alan Thomas Margaret Tragett | Gordon Mack E. F. Stewart | 15–3, 15–7       |

## Sieger der Closed Scottish Championships
| Disziplin    | Sieger                            |
| ------------ | --------------------------------- |
| Herrendoppel | E. R. Butcher R. S. Jackson       |
| Damendoppel  | E. C. F. MacDonald K. M. Cochrane |
| Mixed        | R. S. Jackson Herriot             |

## Referenzen
- Annual Handbook of the International Badminton Federation, London, 28. Auflage 1970, S. 268–274.
- Finals of the Scottish Championships. In: Northern Whig. 21. Januar 1924, S. 3, abgerufen am 9. August 2025 (englisch).